# Trude Hesterberg
Trude Hesterberg (Berlim, 2 de maio de 1892 – Munique, 31 de agosto de 1967) foi uma atriz de cinema alemã. Ela atuou em 89 filmes mudos entre 1917 e 1964.
Ela nasceu Gertrud Johanna Dorothea Helene Hesterberg.

## Filmografia selecionada
- 1918: Der Fall Rosentopf

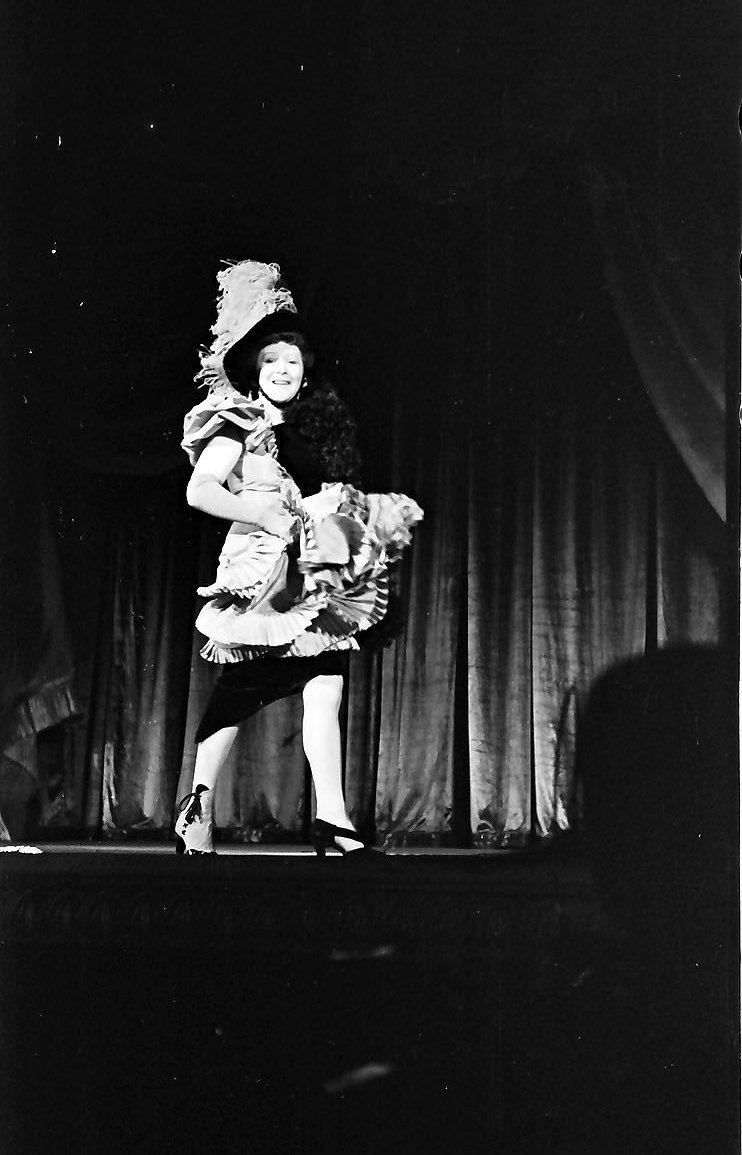
Trude Hesterberg, 1939

- 1921: Der Roman eines Dienstmädchens
- 1922: Fridericus Rex
- 1925: Varieté
- 1956: Das alte Försterhaus
- 1957: Nachts im Grünen Kakadu
- 1957: Es wird alles wieder gut
- 1958: Skandal um Dodo
- 1962: Auf Wiedersehn am blauen Meer